# Den nicaraguanske borgerkrig

Den nicaraguanske borgerkrig (eller borgerkrigene; spansk: La Guerra Civil de Nicaragua) mellem omtrent 1972 og 1990 var en række sammenhængende konflikter, som fandt sted i Nicaragua og er tæt knyttet sammen med den nicaraguanske revolution og i en videre forstand med Den kolde krig. 
Krigen kan deles op i flere faser; fra 1972 til 1979, da den Sandinisternes Nationale Befrielsesfront gjorde oprør mod præsident Anastasio Somoza Debayles diktatur og tilkæmpede sig regeringsmagten, og fra 1979 til 1990, da sandinisternes regering blev udfordret af en række kontrarevolutionære grupper kendt som Contras. Borgerkrigen endte i 1990, da sandinisterne ved valget samme år mistede magten i Nicaragua til Violeta Chamorro, lederen for den nationale oppositionsunion. To år tidligere havde contra-grupperne indgået en våbenhvile med sandinistregeringen. 
Ca. 60.000 mennesker blev angiveligt dræbt som følge af disse konflikter i Nicaragua, hvoraf over halvdelen var civile, og krigen førte også flere hundredetusinde nicaraguanere på flugt.
| Historie | Spire Denne historieartikel er en spire som bør udbygges. Du er velkommen til at hjælpe Wikipedia ved at udvide den. |